# Rozdymka tygrysia
Rozdymka tygrysia (Takifugu rubripes) – gatunek ryby z rodziny rozdymkowatych (Tetraodontidae). Jej wnętrzności (zwłaszcza wątroba i jajniki) oraz ikra zawierają silnie toksyczną, niebezpieczną dla człowieka tetrodotoksynę (TTX).

## Występowanie
Występuje w wodach słonych i słonawych (w estuariach) północno-zachodniej części Oceanu Spokojnego – w zachodniej części Morza Japońskiego, w Morzu Wschodniochińskim i w Morzu Żółtym. Dorosłe osobniki rzadko wpływają do wód słonawych, natomiast młode są tam często spotykane.

## Morfologia
Osiąga przeciętnie 40 cm, maksymalnie 80 cm długości. Rozmnaża się w morzu, od marca do maja. Ikrę składa na kamieniach.
Jest wysoko ceniona w kuchni japońskiej.

## Genom
Pierwsza ryba i drugi kręgowiec (po człowieku), którego genom został całkowicie zsekwencjonowany i publicznie udostępniony. Jest organizmem modelowym.  Genom rozdymki tygrysiej zsekwencjonowano w październiku 2001 roku w ramach Fugu Genome Project zainicjowanego w 1989 w Cambridge przez Sydneya Brennera. Genom ten jest najkrótszym wśród genomów kręgowców – zawiera około 365 Mpz (milionów par zasad) i – ze względu na wiele podobieństw – jest wykorzystywany do analizowania genomu ludzkiego. Zidentyfikowano ponad 30 000 genów rozdymki tygrysiej.